# Milutin Vandekar
Milutin Vandekar  (Zagreb, 16. ožujka 1924. – Grand Lancy, Švicarska, 29. studenoga 2014.) bio je hrvatski skladatelj i liječnik.

## Životopis
Doktorirao je medicinske znanosti. Na Muzičkoj akademiji u Zagrebu studirao je klavir i kompoziciju. Od 1950. radio je kao znanstveni savjetnik Instituta za medicinska istraživanja u Zagrebu. Od 1967. do 1984. radio je u Svjetskoj zdravstvenoj organizaciji u Ženevi.
Dobitnik je više nagrada za zabavne melodije.

## Važnije skladbe
- „Dunjin cvijet”, 1948.
- „Rapsodija za trublju i orkestar”, 1951.
- „Fantazija za rog i orkestar”, 1952.
- „Concertino za klavir i orkestar”, 1965.
- „Suita za klavir, 2 roga, harfu i gudače”, 1981.
- „Koncert za klavir i orkestar u E–duru”, 1984.

### Mrežna sjedišta
- Milutin Vandekar. Hrvatsko društvo skladatelja. Pristupljeno 8. veljače 2025.